# 细距兜被兰
细距兜被兰（学名：Neottianthe gymnadenioides）为兰科兜被兰属下的一个种。

## 扩展阅读
- 維基物種上的相關：细距兜被兰